# Tân Hội (phường)
Tân Hội là một phường thuộc thành phố Vĩnh Long, tỉnh Vĩnh Long, Việt Nam.

## Địa lý
Phường Tân Hội nằm ở phía tây thành phố Vĩnh Long, có vị trí địa lý:
- Phía đông giáp phường Tân Hòa
- Phía tây giáp thị trấn Cái Tàu Hạ và xã An Nhơn, huyện Châu Thành, tỉnh Đồng Tháp
- Phía nam giáp xã An Phú Thuận, huyện Châu Thành, tỉnh Đồng Tháp
- Phía bắc giáp xã Hoà Hưng, huyện Cái Bè, tỉnh Tiền Giang.

Phường Tân Hội có diện tích 5,20 km², dân số năm 2019 là 8.456 người, mật độ dân số đạt 1.626 người/km².
Địa bàn phường nằm cách trung tâm thành phố Vĩnh Long 10 km, có quốc lộ 80 đi ngang qua với chiều dài 2,4 km. Cạnh bờ kè có khu du lịch Trường An. Phường Tân Hội có điểm giao thương hàng hóa trái cây lớn tạo điều kiện thuận lợi cho việc phát triển ngành tiểu thủ công nghiệp, dịch vụ, thương mại và du lịch.

## Lịch sử
Phường Tân Hội trước đây vốn là một phần xã Tân Hòa thuộc huyện Châu Thành Tây.
Ngày 11 tháng 3 năm 1977, giải thể huyện Châu Thành Tây, xã Tân Hòa được sáp nhập vào thị xã Vĩnh Long (nay là thành phố Vĩnh Long).
Ngày 9 tháng 8 năm 1994, thành lập xã Tân Hội trên cơ sở một phần diện tích và dân số của xã Tân Hòa.
Ngày 10 tháng 1 năm 2020, Ủy ban Thường vụ Quốc hội ban hành Nghị quyết số 860/NQ-UBTVQH14 về việc sắp xếp các đơn vị hành chính cấp xã thuộc tỉnh Vĩnh Long (nghị quyết có hiệu lực từ ngày 1 tháng 2 năm 2020). Theo đó, thành lập phường Tân Hội trên cơ sở toàn bộ 5,20 km² diện tích tự nhiên và 8.456 người của xã Tân Hội.
Ngày 16 tháng 1 năm 2024, UBND thành phố Vĩnh Long ban hành Quyết định số 170/QĐ-UBND về việc công nhận phường Tân Hội đạt chuẩn đô thị văn minh giai đoạn 2022 – 2023.

## Hành chính
Phường Tân Hội được chia thành 5 khóm: Mỹ Phú, Mỹ Thuận, Tân An, Tân Bình, Tân Thạnh.

## Hình ảnh

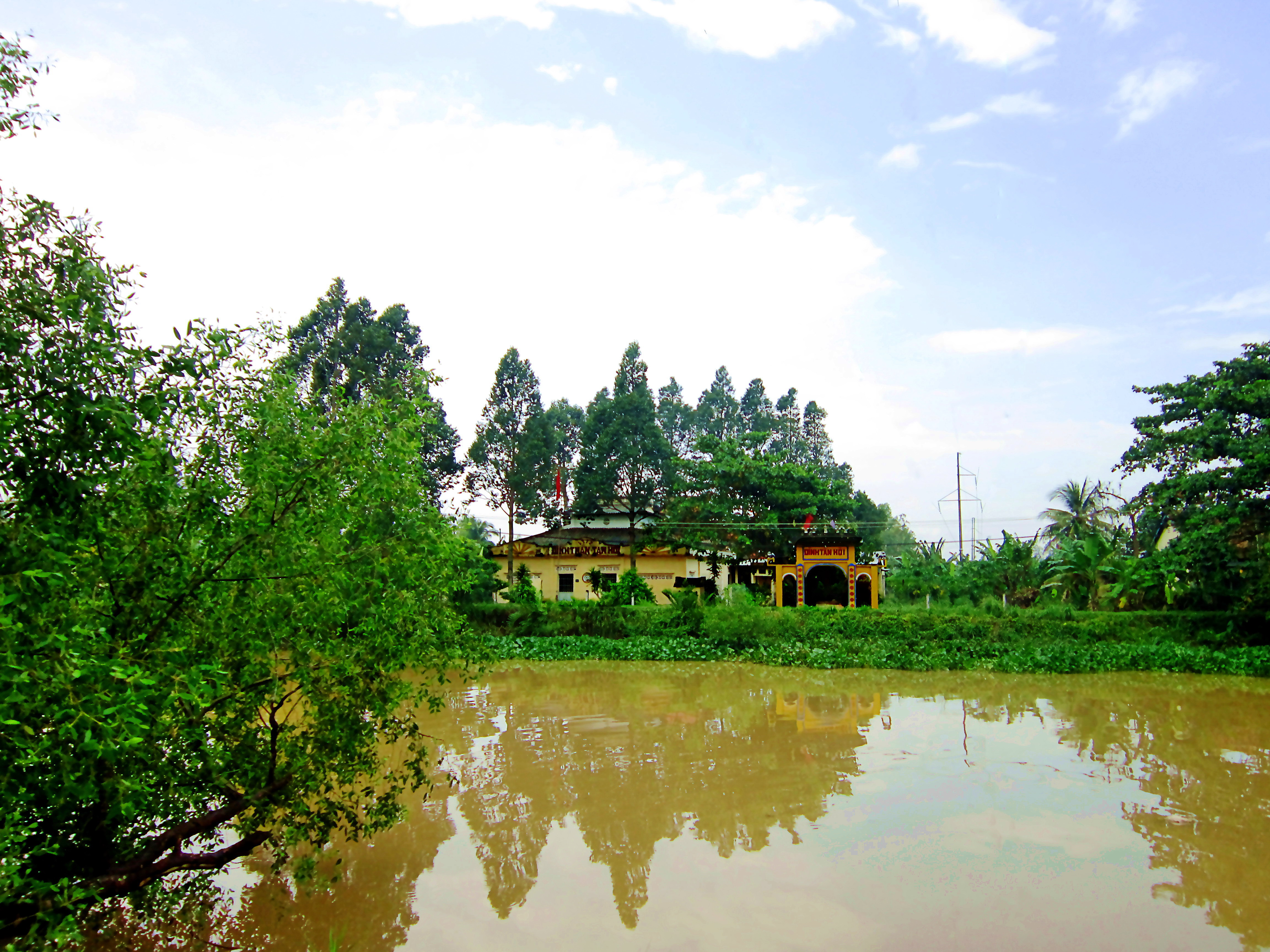
Đình Tân Hội bên rạch Cái Da Lớn
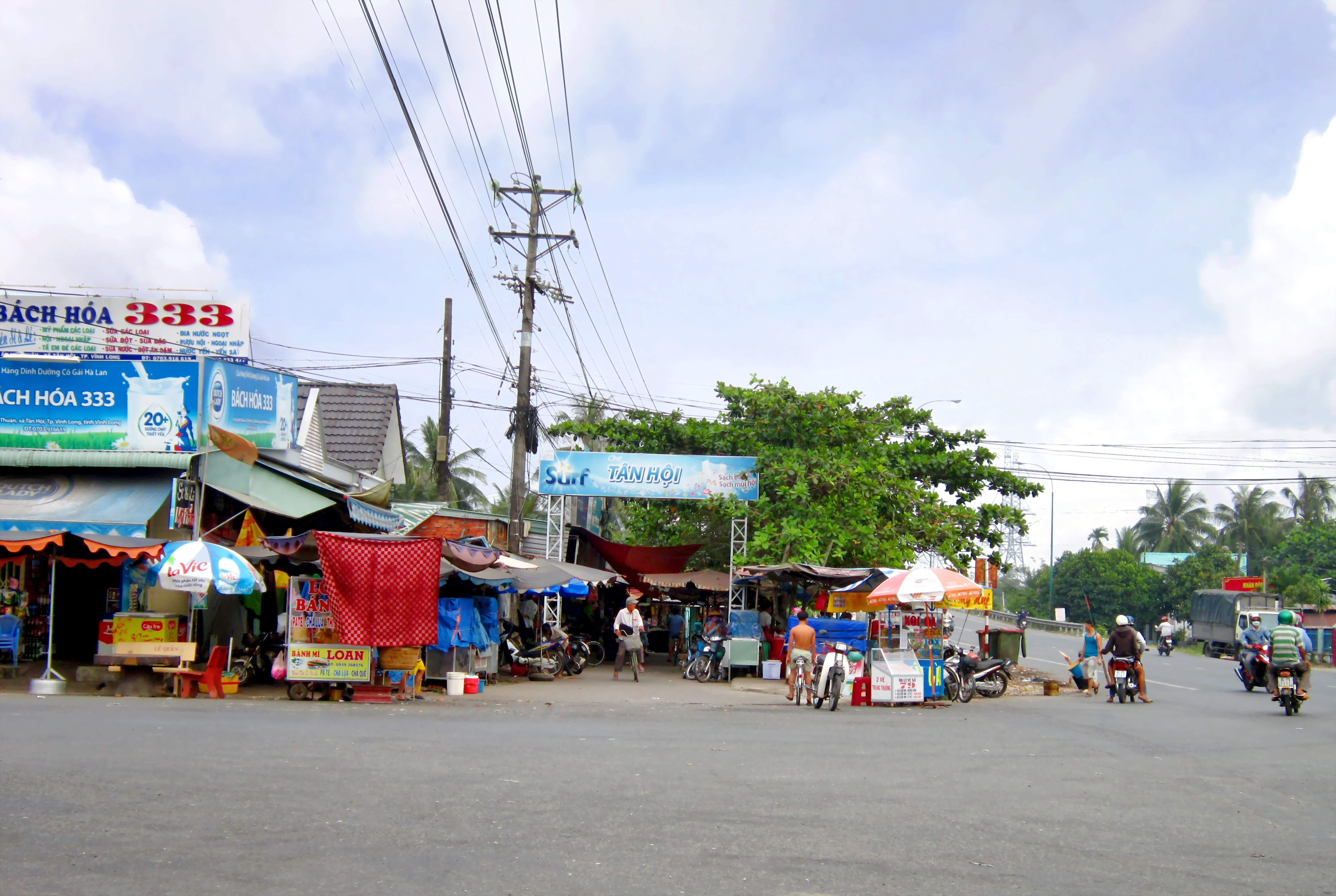
Chợ Tân Hội bên Quốc lộ 80